# Vương tử Edward, Công tước xứ Edinburgh
Vương tử Edward, Công tước xứ Edinburgh KG, GCVO, CD, ADC (tên đầy đủ: Edward Antony Richard Louis), sinh vào ngày 10 tháng 3 năm 1964 là con út của Nữ vương Elizabeth II và Vương tế Philip, Công tước xứ Edinburgh và là em trai của Charles III. Khi sinh ra, ông đứng thứ 3 trong danh sách kế vị ngai vàng Anh Quốc. Hiện giờ ông đứng thứ 14 trong danh sách.
Năm 1991, ông cưới Sophie Rhys-Jones và trở thành Bá tước xứ Wessex. Bá tước và Bá tước phu nhân xứ Wessex có 2 người con: Công nữ Louise Windsor và James, Bá tước xứ Wessex. Năm 2023, vào sinh nhật lần thứ 59, ông được phong là Công tước xứ Edinburgh bởi anh mình, Vua Charles III.

## Thiếu thời và học vấn
Vương tử Edward sinh ra vào ngày 10 tháng 3 năm 1964 tại Cung điện Buckingham, Luân Đôn, là con trai út của Nữ vương Elizabeth II và Vương tế Philip, Công tước xứ Edinburgh. Ông là đứa con duy nhất  ra đời với sự chứng kiến của cha. Ông được rửa tội vào ngày 2 tháng 5 năm 1964 trong một nhà nguyện riêng ở Lâu đài Windsor.
Giống như ba anh chị của mình, Charles, Anne, và Andrew, một nữ gia sư được chỉ định để trông coi và giảng dạy Edward tại Cung điện Buckingham trước khi theo học tại Trường Cao đẳng Collingham, Kensington (lúc đó là Trường Gibbs). Vào tháng 9 năm 1972, ông chuyển sang Trường Heatherdown, gần Ascot ở Berkshire. Sau này, giống như cha và các anh, ông chuyển đến Gordonstoun ở Bắc Scotland, và làm huynh trưởng trong học kỳ cuối. Ông nhận được điểm C môn Tiếng Anh và điểm D môn lịch sử và chính trị trong chương trình A-level, sau đó thì ông có một năm gap year ở nước ngoài, làm gia sư và giảng dạy ở Trường Wanganui ở New Zealand.
Sau khi trở về nước, Edward theo học tại Đại học Jesus, Cambridge. Việc ông được nhận vào Đại học Cambridge mặc dù điểm A-Level thấp đã gây nên một số tranh cãi. Edward tốt nghiệp năm 1986 với bằng Cử nhân Nghệ thuật.

## Hôn nhân và con cái
Đám cưới của ông với Sophie Rhys-Jones diễn ra vào ngày 19 tháng 6 năm 1999 tại Nhà nguyện Thánh George ở Lâu đài Windsor. Đây là một sự khác biệt so với đám cưới của hai anh trai ông, vốn là những sự kiện lớn ở Tu viện Westminster hoặc Nhà thờ Chính tòa Thánh Paul, và kết thúc bằng ly hôn. Trong ngày cưới, Vương tử Edward được tạo thành Bá tước xứ Wessex, với tước vị phụ là Tử tước Severn (bắt nguồn từ xứ Wales bên gia đình Bá tước phu nhân), phá vỡ truyền thống con trai của một vị quân chủ được tạo thành công tước.
Sophie có thai ngoài tử cung vào năm 2001. Edward và Sophie có hai người con: Công nữ Louise Mountbatten-Windsor, sinh non vào ngày 8 tháng 11 năm 2003 vì nhau bong non bất ngờ; và James Mountbatten-Windsor (trước là Tử tước Severn, giờ là Bá tước xứ Wessex), sinh ngày 17 tháng 12 năm 2007. Con của Edward được phong tước với tư cách là con của một công tước, hơn là vương tôn/nữ với kính ngữ vương thất. Dinh thự vùng quê của gia đình là Bagshot Park; văn phòng và dinh thự Luân Đôn chính thức của họ là Cung điện Buckingham.

## Tước hiệu, tước vị và danh hiệu

### Tước hiệu và tước vị
- 10 tháng 3 năm 1964 - 19 tháng 6 năm 1999: Vương tử Edward Điện hạ
- 19 tháng 6 năm 1999 - nay: Bá tước xứ Wessex Điện hạ[12]
- Tại Scotland: 10 tháng 3 năm 2019 - 10 tháng 3 năm 2023: Bá tước xứ Forfar Điện hạ[19][20]
- 10 tháng 3 năm 2023 - nay: Công tước xứ Edinburgh Điện hạ

Vào ngày 10 tháng 3 năm 2019 (sinh nhật lần thứ 55 của Edward), ông được phong thêm tước hiệu Bá tước xứ Forfar để sử dụng ở Scotland. Đôi khi, ông được gọi là Bá tước xứ Wessex và Forfar, chẳng hạn như trong đám tang của cha.

### Danh hiệu
- 6 tháng 2 năm 1977: Huy chương Đại lễ Bạc của Elizabeth II[24]
- 9 tháng 2 năm 1990: Huy chương Kỷ niệm New Zealand
- 6 tháng 2 năm 2002: Huy chương Đại lễ Vàng của Elizabeth II[24]
- 11 tháng 5 năm 2005: Thành viên Danh dự của Huân chương Công trạng Saskatchewan (SOM)[25]
- 7 tháng 6 năm 2005: Huy chương Kỷ niệm 100 năm Saskatchewan
- 23 tháng 4 năm 2006: Hiệp sĩ Vương thất của Huân chương Garter Cao quý nhất (KG)[26]
- 10 tháng 3 năm 2011: Đại hiệp sĩ của Huân chương Vương thất Victoria (GCVO)[27]
  - 2 tháng 6 năm 2003 –  10 tháng 3 năm 2011: Hiệp sĩ Chỉ huy của Huân chương Vương thất Victoria (KCVO)[28]
  - 10 tháng 3 năm 1989 –  2 tháng 6 năm 2003: Chỉ huy của Huân chương Vương thất Victoria (CVO)[29]
- 6 tháng 2 năm 2012: Huy chương Đại lễ Kim cương của Elizabeth II[30]
- 29 tháng 10 năm 2015: Giải thưởng Lực lượng Canada[31]
- 6 tháng 2 năm 2022: Huy chương Đại lễ Bạch kim của Elizabeth II[24]

Các quốc gia khác trong Khối Thịnh vượng chung
- 5 tháng 10 năm 2017: Huy chương Đại lễ Vàng của Sultan của Brunei[32][33]

#### Chức vụ quân sự
- Tháng 10 năm 1986 – Tháng 1 năm 1987: Thiếu sinh quân, Thủy quân lục chiến Hoàng gia
- 1 tháng 8 năm 2004 – nay: Sĩ quan hậu cần Cá nhân của Quân chủ

##### Chức vụ quân sự danh dự
Canada
- 2002: Đại tá Danh dự của Trung đoàn Hastings và Vương tử Edward
- 2003: Đại tá Danh dự của Kỵ binh Saskatchewan
- 2005: Đại tá Danh dự của Trung đoàn Đảo Hoàng tử Edward
- 2007: Phó ủy viên Danh dự của Cảnh sát Kỵ binh Hoàng gia Canada

 Vương quốc Liên hiệp Anh và Bắc Ireland
- 19 tháng 8 năm 2003: Đại tá Hoàng gia Danh dự của Đội Kỵ binh dự bị Hoàng gia Wessex[34]
- 2006: Chuẩn tướng Danh dự của Ham đội Trợ chiến Hoàng gia
- 2007: Đại tá Hoàng gia của của tiểu đoàn số 2, Trung đoàn Súng trường
- 2008: Chuẩn tướng Không quân Danh dự của Lực lượng Không quân Hoàng gia Waddington
- 1 tháng 5 năm 2011: Đại tá Hoàng gia Danh dự của Trung đoàn London[35]
  - 1 tháng 5 năm 2022: Trung đoàn Luân Đôn được chỉ định lại thành Vệ binh Luân Đôn

#### Chức vụ học thuật
- 2013 – nay: Hiệu trưởng của Đại học Bath[36]

Bằng danh dự
- 1994: Tiến sĩ Luật Danh dự, Đại học Victoria
- 2007:  Tiến sĩ Luật Danh dự, Đại học Đảo Hoàng tử Edward[37]
- 2013:  Tiến sĩ Luật Danh dự, Đại học Bath[36]